# María Isabel de Schleswig-Holstein-Sonderburg-Glücksburg
María Isabel de Schleswig-Holstein-Sonderburg-Glücksburg (26 de julio de 1628-27 de mayo de 1664 ) fue una princesa  de la  casa de Glücksburg gracias a su matrimonio con Margravina  de Brandeburgo-Kulmbach . [1]

## Biografía
Isabel es la hija mayor del matrimonio conformado por el duque  Felipe de Schleswig-Holstein-Sonderburg-Glücksburg (1584-1663) y su esposa Sofía Hedwig de Sajonia-Lauenburgo  (1601-1660), hija del duque Franz II von Sajonia-Lauenburg.
María Isabel murió el 27 de mayo de 1664 a la edad de 35 años.
Se casó en 1651 con Jorge Alberto de Brandeburgo-Kulmbach (1619-1666). De esta unión nacieron:
- Felipe Erdmann de Hohenzollern (1659-1678);
- Cristián Enrique de Hohenzollern (1661-1708);
- Carlos Augusto de Hohenzollern (1663-1731).

- Datos: Q6492400